# 1914 год в литературе

## Книги
- «Америка» — роман Франца Кафки.
- «Балака» (Журавли) — сборник стихотворений Рабиндраната Тагора.
- В Вильне в начале года тиражом 2000 экземпляров издан единственный прижизненный сборник произведений Максима Богдановича — «Венок» (на титуле обозначен 1913 год).
- «Верноподданный» — роман Генриха Манна.
- «Детство» — повесть Максима Горького.
- «Докука и балагурье» — сборник сказок Алексея Ремизова.
- «Дублинцы» — сборник новелл Джеймса Джойса.
- «К северу от Бостона» — сборник стихотворений Роберта Фроста.
- «Легионы» — произведение Генрика Сенкевича.
- «Наш мистер Ренн» — произведение Синклера Льюиса.
- «Нежные бутоны» — сборник стихотворений Гертруды Стайн.
- «Необыкновенные приключения экспедиции Барсака» — роман Жюля Верна.
- «Платеро и я» — повесть испанского писателя Хуана Рамона Хименеса.
- «Полевой праздник» — рассказ Александра Малышкина.
- «Сердце» — роман Нацумэ Сосэки
- «Стоны последние» — произведение Антона Сорокина.
- «Сутуловские святки» — рассказ Александра Малышкина.
- «Титан» — роман Теодора Драйзера.
- «Шанс» — роман Джозефа Конрада.
- «Характеристика Оша» (Ўшнинг тавфсифи) — произведение Рахмонберди Мадазимова.

## Родились
- 5 февраля — Уильям Берроуз (англ. William Seward Burroughs), американский писатель (умер в 1997).
- 31 марта — Октавио Пас (исп. Octavio Paz), мексиканский поэт, эссеист, переводчик (умер в 1998).
- 14 апреля –  Вели Канык Орхан, турецкий поэт (умер в 1950).
- 8 мая — Ромен Гари (фр. Romain Gary, настоящее имя Роман Кацев), французский писатель русско-еврейского происхождения, кинорежиссёр, военный, дипломат (умер в 1980).
- 16 мая — Джаррелл, Рэндалл, американский поэт-лауреат (умер в 1965).
- 16 июля — Михаил Иванович Томчаний, закарпатский писатель.
- 1 августа — Григол Григорьевич Абашидзе, грузинский поэт (умер в 1994).
- 9 августа — Туве Янссон (швед. Tove Marika Jansson), финская писательница (умерла в 2001).
- 23 августа — Лев Адольфович Озеров, русский поэт и переводчик (умер в 1996).
- 26 августа — Хулио Кортасар (исп. Julio Cortázar), аргентинский писатель (умер в 1984).
- 20 сентября — Александр Андреевич Удалов, народный писатель Узбекской ССР.
- Алексей Михайлович Салаткин, эвенкийский советский писатель и поэт (умер в 1957).

## Умерли
- 3 января — Владислав Шансер, польский поэт, писатель, переводчик (родился в 1848).
- 20 января — Генрих Цейзе, немецкий поэт, писатель и переводчик (родился в 1822).
- 2 апреля — Пауль Хейзе, немецкий писатель (родился в 1830).
- 6 апреля — Виктор Иванович Василенко, российский и украинский этнограф и статистик; один из авторов «ЭСБЕ» (родился в 1839).
- 10 июня — Александр Александрович Навроцкий, русский поэт и драматург (родился в 1839).
- 18 июня –  Силвиу Ромеру, бразильский прозаик, поэт, литературовед
- 2 июля — Эмиль Гарляну, румынский писатель, журналист, сценарист, драматург (род. 1878).
- 19 сентября — Надежда Константиновна Кибальчич, украинская писательница, поэтесса, переводчик (род. 1878).
- 24 октября — Густав Вид, датский драматург, поэт, прозаик, критик (родился в 1858).
- 26 октября Элизабет Мид-Смит, ирландская писательница (род. в 1854).